# William Johnson (administrator kolonialny)
William Johnson, 1. baronet (ur. ok. 1715, zm. 11 lipca 1774) – wojskowy i przedstawiciel administracji kolonialnej Imperium Brytyjskiego w Ameryce Północnej, prowadzący ugodową, ale zarazem zaborczą politykę w odniesieniu do Indian, Irlandczyk z pochodzenia.
Jako młody człowiek Johnson, katolik, który dla kariery został protestantem, wyruszył za ocean, do Prowincji Nowy Jork, by zarządzać posiadłością, jaką zakupił tam jego wuj, admirał Peter Warren. Posiadłość leżała na ziemiach należących do Mohawków, jednego z Sześciu Narodów sprzymierzonej z Brytyjczykami Konfederacji Irokeskiej. Johnson szybko przyswoił sobie język mohawk i irokeskie obyczaje, co spowodowało, że został mianowany brytyjskim agentem ds. Irokezów. Około roku 1742 Mohawkowie przyjęli go jako honorowego sachema i nadali mu imię Warraghiyagey, co on sam tłumaczył jako „Człowiek który Podejmuje się Wielkich Rzeczy”. Tak dobrze wywiązywał się ze swych obowiązków, że w roku 1756 otrzymał nominację na głównego przedstawiciela Korony  ds. Indian wszystkich północnych kolonii brytyjskich w Ameryce (tj. bez Karoliny Południowej i Georgii).
Przez cały okres swej działalności jako oficjalny brytyjski przedstawiciel wśród Irokezów Johnson tak umiejętnie łączył dyplomację ze sprawami prywatnymi, że zdołał nabyć dziesiątki tysięcy akrów indiańskich ziem, co uczyniło go człowiekiem bardzo bogatym. Do końca życia jego dobra rozrosły się do 690 km² powierzchni. Na terenie tej posiadłości wzniósł ufortyfikowany dwór – Johnson Hall – gdzie po roku 1760 prowadzone były wszystkie rozmowy z Indianami.
W czasie wojny o kolonie (1754–1763), będącej amerykańskim teatrem działań toczonej w europie wojny siedmioletniej Johnson – mianowany z tej okazji brevet generałem-majorem – dowodził połączonymi siłami milicji kolonialnej i Irokezów. Rola, jaką odegrał jesienią 1755 roku w mało znaczącej ale zwycięskiej bitwie nad Lake George, została nagrodzona tytułem baroneta; a po odebraniu Francuzom w roku 1759 Fortu Niagara okrzyknięto go na Wyspach bohaterem.
Służył jako przedstawiciel Korony ds. Indian od 1756 do śmierci w 1774 roku i przez cały ten czas dbał zarówno o własne interesy, jak i o to, by Irokezi zostali wiernymi sprzymierzeńcami Wielkiej Brytanii.